# أفانتي 2000
أفانتي 2000 (Avante 2000) هو كورفيت صمم من قبل حوض بناء السفن «نافانتيا» في إسبانيا.

## المتغيرات

### زورق دورية من فئة (Guaiquerí)
تم بناء أربعة سفن كورفيت من فئة أفانتي 2000، من قبل نافانتيا لتصميم فئة Guaiquerí-class design للبحرية الفنزويلية مع أول سفينة تم تكليفها في أبريل 2011 والأخيرة في يناير 2012.
| Name      | Pennant | Builder           | Laid down         | Launched      | Commissioned  | Fate                                      |
| --------- | ------- | ----------------- | ----------------- | ------------- | ------------- | ----------------------------------------- |
| Guaiquerí | PC-21   | نافانتيا، إسبانيا | 11 September 2008 | 24 June 2009  | 14 April 2011 |                                           |
| Warao     | PC-22   | نافانتيا، إسبانيا | 12 مايو 2009      | 3 نوفمبر 2009 | اغسطس 2011    | خارج الخدمة بعد حادث التأريض في عام 2012. |
| Yekuana   | PC-23   | نافانتيا، إسبانيا | 22 سبتمبر 2009    | 1 مارس 2010   | 9 ديسمبر 2011 |                                           |
| Kariña    | PC-24   | نافانتيا، إسبانيا | 17 فبراير 2010    | 13 July 2010  | يناير 2012    |                                           |

### الجبيلكلاس كورفيت
في يوليو 2018، تم الإعلان عن توقيع نافانتيا اتفاقية مع البحرية الملكية السعودية لإنتاج خمس طرادات من طراز أفانتي 2000 مع تسليم آخرها بحلول عام 2022 بتكلفة تقارب 2 مليار يورو.
| اسم     | رقم البدن | الباني            | عومت          | انطلقت           | صفة |
| ------- | --------- | ----------------- | ------------- | ---------------- | --- |
| الجبيل  | 828       | نافانتيا، إسبانيا | 15 يناير 2019 | 22 July 2020     |     |
| الدرعية | 830       | نافانتيا، إسبانيا | 2019          | 14 November 2020 |     |
| حائل    | 832       | نافانتيا، إسبانيا | 6 أغسطس 2020  | 28 March 2021    |     |
| جازان   |           | نافانتيا، إسبانيا | 1 ديسمبر2020  |                  |     |
| عنيزة   |           | نافانتيا، إسبانيا |               |                  |     |

## مستخدمون
في يوليو 2018، أُعلن أن نافانتيا وقعت اتفاقية مع البحرية الملكية السعودية لإنتاج 5 فريقطات من طراز «أفانتي 2200» يتم تسليم آخرها بحلول عام 2022 بتكلفة تبلغ حوالي ملياري يورو.

## روابط خارجية
- POVZEE Offshore Patrol Vessel
- Navantia Launches and Commissions Two OPVs to Venezuelan Navy